# Zisis Vryzas
Zisis Vryzas (griechisch Ζήσης Βρύζας, * 9. November 1973 in Chrysochori, Ostmakedonien und Thrakien) ist ein ehemaliger griechischer Fußballspieler. 
Am 4. Juli 2004 wurde er mit der griechischen Nationalmannschaft Europameister bei der EM in Portugal. Er wurde zum Ehrenbürger von Athen ernannt. Zur Saison 2005/06 kehrte er zur Fiorentina zurück, bei der er bereits während der Saison 2003/04 gespielt hatte. Er hielt der Mannschaft aus der Toskana bis zum Ende der Hinserie 2005/06 die Treue und wechselte dann zu Torino Calcio. Vor der Saison 2006/07 kehrte Vryzas zum Verein AO Xanthi zurück, wechselte jedoch ablösefrei in der Saison 2007/2008 zum Traditionsverein PAOK Saloniki, bei dem er am 6. Januar 2008 seine aktive Karriere beendete und die Stelle des Technischen Direktors übernahm. Vom 26. August 2010 bis zum 27. Juni 2011 war er neben Fernando Santos Assistenzcoach der griechischen Nationalmannschaft, hierfür trat er als Technischer Direktor bei PAOK zurück.

## Nationalmannschaft
- Debüt: 27. April 1994 (gegen Saudi-Arabien)
- Abschied:
- Statistik: 68 Länderspiele und 9 Tore für Griechenland

### Erfolge
- Europameister: 2004 (5 Einsätze / 1 Tor)